# Linan megalobus
Linan megalobus – gatunek chrząszcza z rodziny kusakowatych i podrodziny marników. Występuje endemicznie w Chinach.
Gatunek ten opisali po raz pierwszy w 2011 roku Yin Ziwei i Li Lizhen na łamach Acta Entomologica Musei Nationalis Pragae. Jako miejsce typowe wskazano Houshan w Rezerwacie przyrody Kuankuoshui w chińskiej prowincji Kuejczou. Holotyp zdeponowano w Zbiorze Owadów Shanghai Shifan Daxue.
Chrząszcz ten osiąga od 2,44 do 2,54 mm długości i od 0,87 do 0,98 mm szerokości ciała. Głowa jest dłuższa niż szeroka. Oczy złożone buduje u samca około 30, a u samicy około 20 omatidiów. Czułki buduje jedenaście członów, z których trzy ostatnie są powiększone, a u samca ponadto człony dziewiąty i dziesiąty są silnie zmodyfikowane. Przedplecze jest tak szerokie jak długie. Pokrywy są szersze niż dłuższe. Zapiersie (metawentryt) u samców ma bardzo długie i w widoku bocznym zakrzywione wyrostki. Odnóża przedniej pary mają niezmodyfikowane krętarze i uda oraz, u samca, po tępej ostrodze szczycie goleni. Odnóża pozostałych par są niezmodyfikowane. Genitalia samca mają edeagus o długich i silnie rozszerzonych u wierzchołków paramerach.
Owad ten jest endemitem Chin, znanym z Rezerwatu przyrody Kuankuoshui w powiecie Suiyang w prowincji Kuejczou oraz z Rezerwatu przyrody Xingdoushan w prowincji Hubei. Spotykany był na rzędnych od 1114 do 1550 m n.p.m. Zasiedla ściółkę w lasach.